# Hydra (Schlüsselnetz)

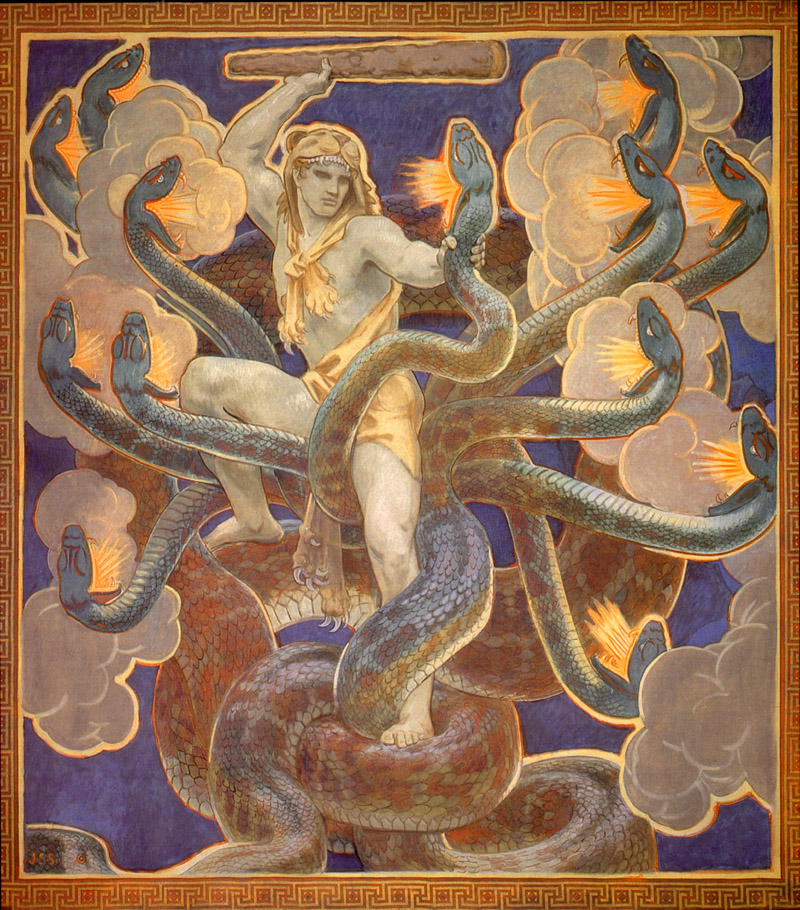
Herkules im Kampf gegen die Hydra.

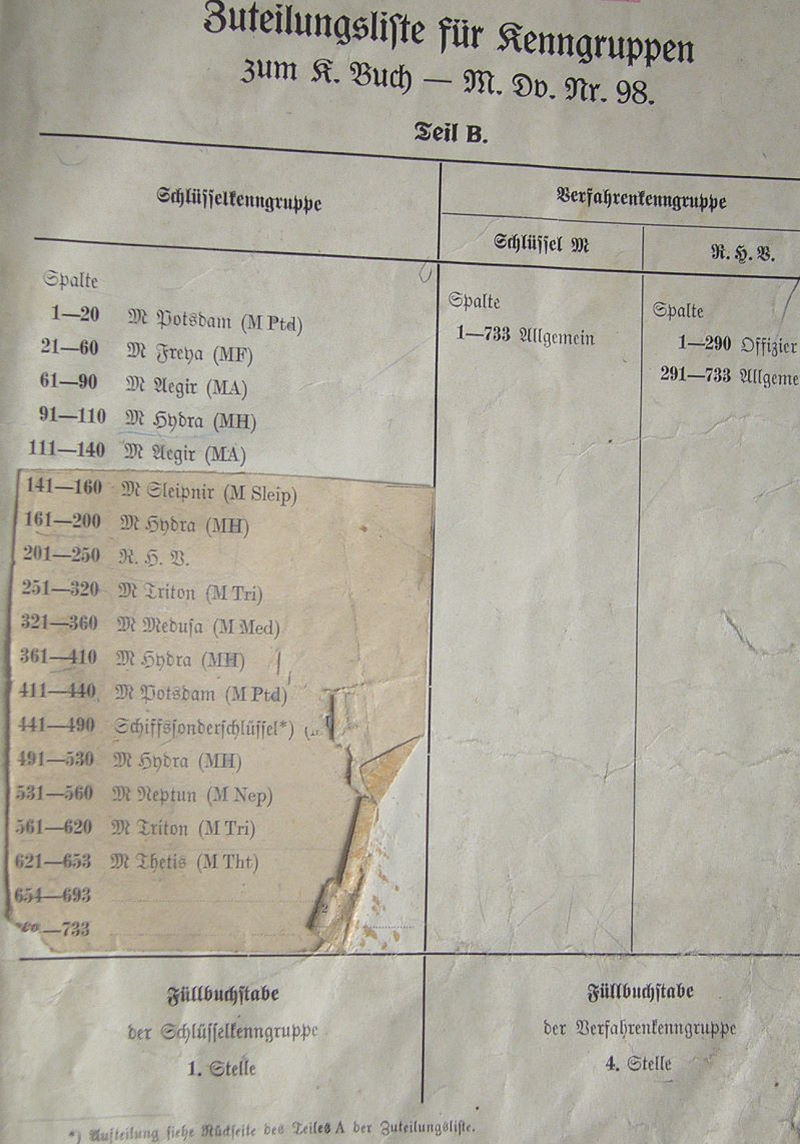
Hydra in der Zuteilungsliste für Schlüsselkenngruppen.

Hydra (kurz: MH; vor 1943: Heimische Gewässer, von den Briten kurz Heimisch genannt) war im Zweiten Weltkrieg der deutsche Deckname eines Funkschlüsselnetzes der Kriegsmarine zur geheimen Kommunikation mit Schiffen in Küstennähe. Die britische Tarnbezeichnung war Dolphin (deutsch „Delfin“).
Benannt ist es nach der Hydra, dem vielköpfigen Seeungeheuer aus der griechischen Mythologie.

## Geschichte
Im August 1939, also noch vor Beginn des Zweiten Weltkriegs, hatte die deutsche Kriegsmarine die beiden separaten Schlüsselnetze „Heimische Gewässer“ und „Außerheimische Gewässer“ gebildet. So trennte sie zwischen Marineeinheiten, die sich in Küstennähe von Deutschland oder besetzter Gebiete befanden, und Einheiten, die auf Hoher See beziehungsweise vor feindlichen Küsten operierten. Zunächst wurden diese Netze gleichermaßen für Überwasserschiffe und für U-Boote genutzt.
Am 5. Oktober 1941 wurde ein neues Netz gebildet. Exklusiv für die im Atlantik auf alliierte Geleitzüge operierenden U-Boote wurde ein neues Schlüsselnetz namens Triton eingeführt. Somit stand „Heimische Gewässer“ nun nur für Überwassereinheiten nahe eigener Küsten zur Verfügung.
Zu Jahresbeginn 1943 wurde „Heimische Gewässer“ in „Hydra“ umbenannt und weiterhin für den Küstenfunkverkehr in Nord- und Ostsee sowie der Biskaya eingesetzt.
Wie fast alle Schlüsselnetze der Kriegsmarine, gelang es britischen Codebreakers im englischen Bletchley Park (B.P.), auch Hydra regelmäßig zu brechen.